# Channel 4

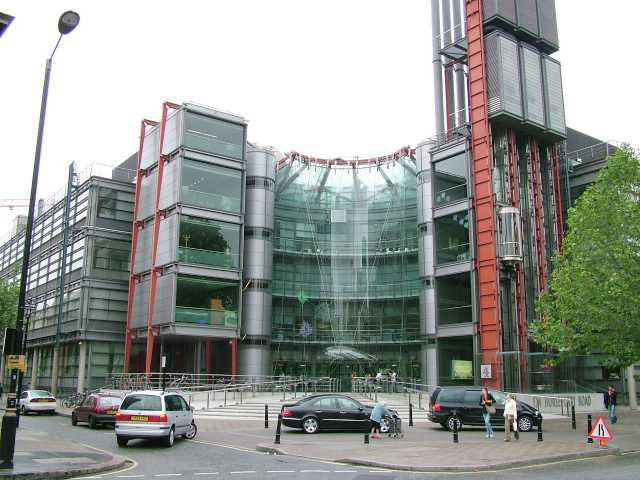
Штаб-квартира Channel 4 у Лондоні

Channel 4 — британська телекомпанія, третій за об'ємом акцій оператор на телевізійному ринку Великої Британії (після BBC і ITV plc).
Має статус громадського мовника. Це означає, що 100% акцій у ньому належить британській скарбниці, і компанія має певні законодавчо визначені обов'язки. Основна відмінність між Channel 4 і BBC полягає в методі фінансування: BBC отримує фінансування від британських платників підписки ТБ, при цьому канал не транслює рекламу; Channel 4 показує рекламні оголошення, але не отримує ніяких субсидій з державних коштів.
Телеканал Channel 4 розпочав своє мовлення 2 листопада 1982 року. Хоча значною мірою канал фінансується комерційно, він є державним. Channel 4 розпочинав свою діяльність як дочірня компанія Незалежного телерадіомовного органу (IBA). Сьогодні ж телеканал належить та керується Channel Four Television Corporation, державним органом, що почав свою діяльність у 1993 році. Генеральний директор Девід Абрахам. Штаб-квартира є у Лондоні.
З 31 березня 2010 року канал став цифровим, та розширив своє мовлення.
Channel 4 є четвертим відомим телеканалом Великої Британії, на ряду з двома сервісами ВВС та єдиним комерційним телеканалом ITV.

## Історія

### Концепція
До створення Channel 4 і S4C у Великій Британії було три наземні ефірні телевізійні служби: BBC1, BBC2 і ITV. Закон про телерадіомовлення 1980 року почався з процесу додавання четвертого каналу, і Channel 4, разом з його уельською копією, був офіційно створений актом парламенту в 1982 році. Після декількох місяців тестових трансляцій, він почав регулярні передачі 2 листопада 1982.
Думка про створення другого комерційного мовника у Великій Британії виникла приблизно після створення у 1954 році ITV та його подальшого запуску в 1955 році. Ідея створення «ITV2» давно обговорювалася, на ній наполягали. Дійсно, телевізори, що продавалися протягом 1970-х і початку 1980-х років, мали запасний канал під назвою «ITV/МБА-2». Протягом усієї історії ITV, і до запуску Channel 4, велося багаторічне спілкування між GPO, урядом, компанією ITV та іншими зацікавленими сторонами про те, яку форму буде приймати розширення комерційного мовлення. Імовірніше, саме політика надавала найбільший вплив на затримку запуску телеканалу майже на три десятиліття. Творці довго не могли визначитися і, нарешті, вирішили, що новий канал буде таким собі компромісом між державним і комерційним телеканалом. У 1982 році на ринку ЗМІ Великій Британії з'явився Channel 4.
Однією з очевидних вигод від «пізнього прибуття» каналу стало те, що його розподіл частот в кожному передавачі вже був організований на початку 1960-х років, коли запуск ITV2 був найбільш довгоочікуваним. Це призвело до величезного охоплення мережі.

### Уельс
У той час, поки розглядалося створення четвертого сервісу, в Уельсі виник рух за створення власного проекту, що вів би мовлення валлійською мовою. Кампанія була настільки завзято очолена Гвінфором Евансом, колишнім президентом Партії Уельсу, що той пригрозив уряду голодуванням, якщо він не врахує умови Уельсу на власний телеканал.
Як наслідок, Channel 4, що вже вів мовлення на всю територію Великої Британії, в Уельсі був перейменований на S4C — Sianel Pedwar Cymru (Четвертий канал Уельсу). Керований спеціально створеним органом, S4C транслює валлійською мовою програми, створені HTV, BBC або іншими незалежними компаніями. Первинне обмеження частоти означало, що Channel 4 не може транслювати одночасно з S4C, хоча деякі його програми все-таки виходили в ефір валлійською мовою, проте не в прайм-тайм. Це було до тих пір, поки аналоговий передавач S4C не закрили у 2010 році.
З того часу передачі у кабельному, супутниковому і цифровому форматі почали вестися Channel 4 по всьому Уельсу.

## Громадські зобов'язання
Channel 4 був створений з метою виконувати державні завдання, чого він дотримується й досі. Коло обов'язків періодично змінюється, це залежить від актів і змін у законах, і регулюється різними органами влади. Спочатку Channel 4 був підзвітний: IBA, потім ITC і тепер Ofcom.
Преамбула до обов'язків каналу відповідно до Закону про комунікації 2003 року говорить: «У список суспільних завдань Channel 4 входить надання широкого спектра високоякісних і різноманітних програм які, в тому числі:
- демонструють інновації, досвід і творчий потенціал у формі та змісті програм;
- апелюють до смаків та інтересів культурно різноманітного суспільства;
- вносять значний внесок у задоволення потреби відповідати ліцензованим каналам громадського обслуговування, включаючи програми виховного характеру та інших програм моральної цінності;
- демонструють відмінний характер»[1][2].

Коло обов'язків також включає в себе зобов'язання надавати програми для школярів, і значну кількість програм, що виробляються за межами Великого Лондона.

## Фінансування
Під час становлення каналу фінансування надходило з компанії ITV в обмін на право продавати свою рекламу.
Сьогодні ж канал фінансується так само як і більшість приватних каналів, тобто через продаж реклами, програм спонсорів та від продажу власного контенту іншим, наприклад, зарубіжним компаніям. У 2012 році загальний дохід каналу склав £925 мільйонів, 91 % від якого приніс продаж реклами.
Зміни у фінансуванні відбулися згідно із Законом про телерадіомовлення 1990, коли новій корпорації було дозволено фінансуватися самостійно.
У 2007 році через серйозні фінансові складності, канал шукав підтримки уряду, і отримав компенсацію у розмірі £14 мільйонів терміном на 6 років. Проблема з фінансування була переглянута секретарем зі справ культури, ЗМІ та спорту, Енді Бернхамом. Незадовго потому, у січні 2009 року, Ofcom випустили свій відгук, у якому запропонували, щоб Channel 4 фінансувався за рахунок «партнерства, спільного піприємства або злиття».

## Програми

### Політика формування контенту
Channel 4 — «видавець-мовник», що означає, що він бере на поруки або купує усі свої програми у незалежних від себе компаній і пускає їх в ефір. Він був першим мовником у Великій Британії, хто робив це в таких крупних масштабах. Це стало поштовхом до створення індустрії виробничих компаній, яким вже не потрібно було мати ліцензію ITV, щоб просунути свої програми. За іронією долі, будучи першим британським телеканалом, що пустив у свій ефір програми, виготовлені третіми особами, Channel 4 став останнім наземним мовником, хто пішов на аутсорсинг своїх передавачів та мовлення.
Вимога отримувати увесь контент зовні передбачена у ліцензії каналу. Окрім того, Channel 4 розпочав тенденцію володіння авторським правом та розповсюдження прав на ті програми, які він транслює, проте не виробляє, на манер крупних голлівудських телевізійних студій. Таким чином, хоч Channel 4 і не виготовляє свої програми самостійно, багато з них належать саме йому.
Channel 4 також став піонером у концепті «stranded programming», коли програми, об'єднані однією темою, виходять та рекламуються, просуваються разом. Деякі програми дуже специфічні та виходять протягом якогось конкретного періоду часу. 4 Mation, наприклад, показує інноваційну анімацію. Інші, менш специфічні, виходять регулярно, такі як T4; ряд програм для тінейджерів виходить у вихідні вранці (а також у будні під час канікул). Friday Night Comedy (Недільна вечірня комедія), проект, в якому Channel 4 став першим у цьому стилі. 4Music (наразі вже окремий канал) та 4Later, колекція неординарних програм для окремої аудиторії, що виходить рано вранці.
У свої ранні роки, Red Triangle (Червоний трикутник) було назвою трансляції деяких ризикованих артхаусних фільмів на Channel 4, адже під час їх показу у верхньому правому кутку екрана зображували червоний трикутник DOG. Це означало, що фільм має порнографічний характер. Такі фільми під кінець 1990х отримали «банер» Film on Four.

### Найбільш популярні програми
Нижче наведений список з десяти найпопулярніших шоу на Channel 4:
| Місце | Назва проекту              | Глядачі (млн) | Дата           |
| ----- | -------------------------- | ------------- | -------------- |
| 1     | Великий брат (Big Brother) | 10.01         | 26 липня 2002  |
| 2     | Друзі (Friends)            | 9.64          | 28 травня 2004 |
| 3     | Великий брат (Big Brother) | 8.98          | 6 серпня 2004  |
| 4     | The Grand National 2013    | 8.98          | 6 квітня 2013  |
| 5     | Big Fat Gypsy Weddings     | 8.80          | 8 лютого 2011  |
| 6     | Celebrity Big Brother      | 8.78          | 19 січня 2007  |
| 7     | Великий брат (Big Brother) | 8.54          | 26 липня 2002  |
| 8     | Великий брат (Big Brother) | 8.20          | 18 серпня 2006 |
| 9     | Big Fat Gypsy Weddings     | 8.05          | 15 лютого 2011 |
| 10    | Big Fat Gypsy Weddings     | 8.03          | 1 лютого 2011  |

## Регіони
Channel 4 від моменту створення транслює свої програми по всій Великій Британії однотипно (за винятком Уельсу, де він не працював на аналогових передавачах). Це зробило його унікальним на той час, оскільки такі канали як ВВС та ITV пропонували телепрограми із регіональними відмінностями. Щодо ITV, то це було наслідком його існуючої федеральної структури. Тож Channel 4 став уникальним через відсутність варіацій собі подібних.
Існують деякі виключення з приводу мовлення та його непереривності: Ірландія має власний варіант трансляції на Sky Ireland, який опускає програми, правами на трансляцію яких не володіє. Наприклад, серіал «Хор» не доступний на Channel 4 на супутнику Sky в Ірландії.
Частина обов'язків Channel 4 охоплює введення в експлуатацію програм, створених за межами Лондона. Channel 4 має спеціального директора по регіонам, Стюарта Косгрува, офіс якого розташований у Глазго. Його завдання — налагоджувати взаємозв'язки з незалежними продюсерськими компаніями по всій Великій Британії (за межами Лондона).
Реклама на Channel 4 дійсно містить регулярні зміни: до 1993 року, коли ITV був відповідальним за продажі реклами на Channel 4, кожна регіональна компанія ITV забезпечувала його Channel 4 рекламним контентом. Після того, як Channel 4 став відповідальним за свою власну рекламу, він дозволив рекламодавцям обирати конкретну цільову аудиторію та розділив зону покриття на шість частин — 'LEMNUS': «Лондон, Схід та Захід Англії, Мідлендс, Північ Англії, Ольстер та Шотландія» (London, The East [and South] of England, The Midlands, The North of England, Ulster and Scotland).
Наразі в Уельсі немає власного рекламного регіону. Натомість його глядачі отримують рекламу південного регіону на цифрових наземних платформах. Республіка Ірландія розділяє свій рекламний регіон з Північною Ірландією ('Ulster Macro') та багатьми рекламодавцями по всій Ірландії. Е4 має варіант реклами для Ірландії. Натомість Північна Ірландія отримує рекламну версію Великої Британії. Мовлення в цих шести регіонах відбувається у супутниковому, кабельному та наземному ефірному варіантах.

## Проекти та канали

### Channel 4 HD
Влітку 2006 року Channel 4 провів шестимісячне закрите тестування HDTV, в рамках експерименту Freeview HD разом із Crystal Palace у Лондоні та деяких графствах. В експеримент тоді увійшли покази серіалів «Загублені» та «Відчайдушні домогосподарки». На той час американська ABC вже мала цілі каталоги програм у HD якості.
10 грудня 2007 року Channel 4 запускає мовлення високої якості на базі супутникової цифрової платформи Sky. Channel 4 стає першим цілодобовим телеканалом із високою якістю зображення у Великої Британії.
Channel 4 HD притримується такого ж розкладу як и Channel 4, випускаючи ті ж програми, тільки в HD якості, коли це можливо.
1 липня 2014 року Channel 4 +1 HD, a пробна версія Channel 4 HD, приєднався до Freeview на канілі 110.

### All 4
All 4 — проект телеканалу Channel 4, який передбачає перегляд відео-роликів у відкладений час, а не в прямому ефірі. Був запущений у листопаді 2006 року. Сервіс пропонує різноманітні програми, нещодавно показані на Channel 4, E4, More4, або їх архіви, хоча деякі програми і фільми не доступні через проблеми в правовій області.

### Канали
На додаток до основного каналу Channel 4, компанія також надає тематичні канали:
- Е4 — розважальний канал для людей у віці 15-35 років;
- Film4 — телеканал;
- More4 — канал, присвячений культурі, мистецтву і побуту;
- 4Music — музичний канал.

## Нагороди та номінації
У січні 2015 року, Channel 4 був номінований на звання Відповідальні ЗМІ року на British Muslim Awards.